# Marita Viitasalo-Pohjola

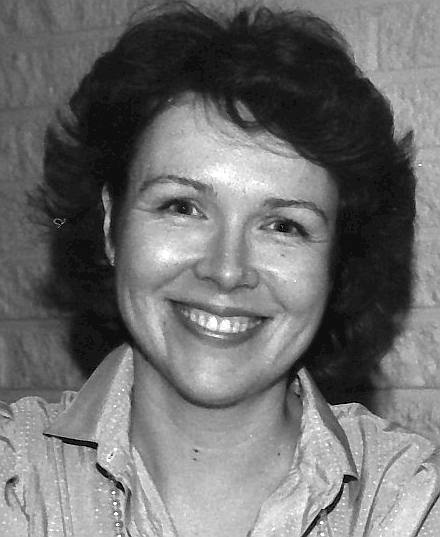
Marita Viitasalo (1987).

Marita Viitasalo-Pohjola, född 13 december 1948 i Mäntyharju, är en finländsk pianist. 
Viitasalo-Pohjola verkar som solist, kammarmusiker (medlem i Trio Finlandia), liedpianist (hon är främst känd för sitt mångåriga samarbete med Soile Isokoski) och lektor vid Sibelius-Akademin. Hon har, tillsammans med Erik T. Tawaststjerna, även varit som konstnärlig ledare för den internationella pianofestivalen i Esbo, PianoEspoo. Hon har gjort ett stort antal skivinspelningar och tilldelades Pro Finlandia-medaljen 2006.